# Andrus Veerpalu
Andrus Veerpalu (* 8. Februar 1971 in Pärnu, Estland) ist ein ehemaliger estnischer Skilangläufer. Der Spezialist der klassischen Technik gewann 2001 als erster Este eine Goldmedaille bei Weltmeisterschaften im Skilanglauf und wurde 2002 der erste estnische Goldmedaillengewinner bei Olympischen Winterspielen.

## Sportliche Karriere

### Beginn und erste Erfolge (1992–1999)
Veerpalu nahm bei den Olympischen Spielen 1992 im französischen Albertville erstmals an einem internationalen Skilanglaufwettbewerb teil. Über die 10 Kilometer in der klassischen Technik konnte er mit Platz 21 einen Achtungserfolg verbuchen. Im anschließenden Verfolgungswettbewerb über die 15 Kilometer Freistil fiel er auf den 42. Platz zurück. Über die 50 Kilometer klassisch belegte er den 44. Platz. In der darauffolgenden Saison startete er erstmals im Skilanglauf-Weltcup, konnte sich aber nur im hinteren Teilnehmerfeld platzieren. Sein bestes Resultat war der 81. Platz über die 15 Kilometer klassisch im österreichischen Ramsau. Veerpalu nahm auch bei den Nordischen Skiweltmeisterschaften 1993 im schwedischen Falun teil und erkämpfte mit dem 31. Platz über die 30 Kilometer in der klassischen Technik sein bestes Saisonresultat. Bei den Olympischen Spielen 1994 im norwegischen Lillehammer belegte er über den 50 Kilometer klassischen den 26. Platz.
Erst in der Saison 1994/95 gelang es Veerpalu auch im Weltcup unter die besten Dreißig vorzudringen und Weltcuppunkte zu erzielen. Am 4. Februar 1995 belegte er den 25. Platz über die 30 Kilometer klassisch im schwedischen Falun. Der Durchbruch in die Weltspitze gelang ihm aber erst in der Saison 1997/98, als er sich im schweizerischen Davos mit Platz sechs über die 30 Kilometer in der klassischen Technik erstmals unter den besten Zehn eines Weltcupwettbewerbs platzieren konnte. Bei den Olympischen Spielen 1998 im japanischen Nagano konnte mit Platz acht über den 10 Kilometer klassisch dieses gute Resultat bestätigen. Ein Jahr später erkämpfte er sich bei den Nordischen Skiweltmeisterschaften 1999 im österreichischen Ramsau  seine erste internationale Medaille. Hinter dem Finnen Mika Myllylä gewann er die Silbermedaille über die 50 Kilometer in der klassischen Technik.

### Weltmeistertitel und erster Olympiasieg (2001–2004)
In der Saison 2000/01 verpasste Veerpalu bei seinem Heimweltcup in Otepää als Vierter knapp das Podium. Auch eine Woche später zu Beginn der Nordischen Skiweltmeisterschaft 2001 im finnischen Lahti verfehlte er als Fünfter über die 15 Kilometer klassisch knapp eine weitere Medaille bei Weltmeisterschaften. Am 19. Februar 2001 jedoch gewann er das Rennen über die 30 Kilometer in der klassischen Technik mit 0,2 Sekunden Vorsprung auf den Norweger Frode Estil und wurde somit der erste estnische Weltmeister im Skilanglauf. Im darauffolgenden Jahr bestätigte Veerpalu dieses Resultat bei den Olympischen Spielen 2002 im US-amerikanischen Salt Lake City. In seinem ersten Wettbewerb, den 15 Kilometer in der klassischen Technik, am 12. Februar 2002 gewann er wiederum die Goldmedaille vor dem Norweger Frode Estil und seinem estnischen Landsmann Jaak Mae. Diesmal siegte er allerdings mit einem deutlichen Vorsprung von 36 Sekunden. Der Sieg in diesem Wettbewerb machte Veerpalu zum ersten estnischen Olympiasieger bei Olympischen Winterspielen. Elf Tage später gewann er hinter dem Russen Michail Iwanow die Silbermedaille über die 50 Kilometer klassisch.
Veerpalu startete erfolgreich in die Saison 2002/03. Bei seinem Heimatweltcup in Otepää belegte er den dritten Platz und konnte am 15. Februar 2003 im italienischen Asiago kurz vor den Weltmeisterschaften seinen ersten Weltcupwettbewerb gewinnen. Er siegte über die 10 Kilometer klassisch erneut vor dem Norweger Frode Estil. Dieser revanchierte sich bei den Nordischen Skiweltmeisterschaften 2003 im italienischen Val di Fiemme und verwies Veerpalu im Zielsprint der 30 Kilometer klassisch, die als Massenstart ausgetragen wurden, auf den vierten Platz und sicherte sich die Bronzemedaille hinter seinen Landsmännern Thomas Alsgaard und Anders Aukland. Auch über die 15 Kilometer klassisch konnte Veerpalu keine weitere Medaille erkämpfen. Während sein Landsmann Jaak Mae hinter dem Deutschen Axel Teichmann die Silbermedaille erkämpfen konnte, musste sich Veerpalu mit dem achten Platz zufriedengeben. Eine Woche später gelang ihm im norwegischen Oslo sein zweiter Sieg in einem Weltcupwettbewerb über die 30 Kilometer klassisch. Im Gesamtweltcup konnte er sich in dieser Saison erstmals unter den besten Zehn platzieren und belegte den siebenten Gesamtrang. Mit zwei weiteren Siegen und zwei dritten Plätzen in Weltcupwettbewerben wurde die Saison 2003/04 zur erfolgreichsten Weltcupsaison für Veerpalu. Neben den Siegen in Davos und Nove Mesto und dem dritten Platz in Lahti jeweils über die 15 Kilometer in der klassischen Technik, gelang dem Distanzspezialisten  beim Sprintwettbewerb in Val di Fiemme erstmals ein Podiumsplatz in einem Sprintwettbewerb. Am Ende der Saison belegte er erneut den siebenten Platz im Gesamtweltcup und den sechsten Platz im Distanzweltcup.

### Zweiter Olympiasieg und Verletzungspause (2005–2007)
In der Saison 2004/05 konnte Veerpalu in Otepää auch erstmals einen Sieg in seinem Heimatland feiern. Mit 42 Sekunden Vorsprung gewann er die 15 Kilometer in der klassischen Technik vor seinem langjährigen Kontrahenten Frode Estil und seinem estnischen Landsmann Jaak Mae. Während es Estil gelang bei den Nordischen Skiweltmeisterschaften 2005 in Oberstdorf die 50 Kilometer klassisch für sich zu entscheiden, musste sich Veerpalu in dem Rennen, das in dem von ihm ungeliebten Massenstartmodus ausgetragen wurde, wie schon 2003 mit Platz vier begnügen. Seinen bislang letzten Weltcupsieg errang er am 12. März 2005 in Oslo. Er siegte vor dem Deutschen Jens Filbrich über die 50 Kilometer klassisch. Ein Jahr später gelang es Veerpalu bei seinem einzigen Start bei den Olympischen Spielen 2006 im italienischen Pragelato seine Goldmedaille über die 15 Kilometer klassisch zu verteidigen. Er siegte vor dem Tschechen Lukáš Bauer und dem Deutschen Tobias Angerer.
Im Sommer 2006 musste sich Veerpalu einer Knie-Operation unterziehen, so dass er in der darauffolgenden Saison an keinem Weltcupwettbewerb teilnehmen konnte. Stattdessen startete er im Jahr nach seinem zweiten Olympiasieg bei einigen Wettbewerben des Skilanglauf-Marathoncups. In der Gesamtwertung dieser Wettkampfserie über Distanzen von 42 Kilometern und mehr konnte er den 13. Gesamtrang belegen.

### Rückkehr in den Weltcup und Karriereende nach positivem Dopingbefund (2008 bis 2011)
Veerpalu kehrte im Dezember 2007 in den Weltcup zurück und belegte über die 15 Kilometer klassisch in Davos den 21. Rang. Bei seinem zweiten Start, seinem Heimrennen in Otepää, feierte er als Vierter ein starkes Comeback. Auch zu Beginn der Saison 2008/09 bewies Veerpalu mit zwei siebenten Plätzen über 15 Kilometer klassisch, dass er auch im Alter von 37 Jahren noch zur Weltspitze zählt. Am 20. Februar 2009 krönte Veerpalu bei der Nordischen Skiweltmeisterschaft sein Comeback mit dem Gewinn des Weltmeistertitels über 15 Kilometer im klassischen Stil. Zwölf Tage nach seinem 38. Geburtstag schrieb er sich damit als ältester Weltmeister aller Zeiten in die Geschichtsbücher des Skilanglaufsports ein. Auch im Verfolgungswettbewerb konnte er lange Anschluss an die Spitzengruppe halten. Am Ende belegte der Spezialist der klassischen Technik den 19. Platz. Im Teamsprint erreichte er zusammen mit Aivar Rehemaa die Finalläufe und belegte am Ende den achten Platz. Dieses Platzierung erreichte er auch mit dem estnischen Team im Staffelwettbewerb. Veerpalu  konzentrierte sich in der Saison 2009/10 auf den 50 Kilometer klassisch Wettbewerb bei den Olympischen Spielen 2010 in Vancouver. So bestritt er neben wenigen Wettkämpfen im Skilanglaufweltcup auch Isergebirgslauf, bei dem er den sechsten Platz belegen konnte. Bei seinem Heimweltcup in Otepää belegte er in Abwesenheit der Weltelite den zweiten Platz hinter Lukáš Bauer. Als letztes Vorbereitungsrennen vor den Olympischen Spielen bestritt er den Tartu Maraton, wo er den neunten Platz belegte. Er reiste spät zu den Wettkämpfen in Vancouver an und bestritt nur den 50 Kilometer klassisch Wettbewerb. Dort gehört er bis zum Ende der Spitzengruppe an, konnte jedoch im Endspurt nicht mit den jüngeren Läufern mithalten und überquerte als Sechster die Ziellinie. Zum Abschluss der Saison überzeugte er beim Verfolgungswettbewerb in Lahti mit dem sechsten Platz und beim Prolog des Weltcup-Finales, wo er den siebenten Platz belegte. Auch in der Saison 2010/11 nimmt Veerpalu an Weltcupwettbewerben teil. In Kuusamo und Davos belegte er über 10 bzw. 15 Kilometer klassisch jeweils den 29. Platz. In Otepää bewies er mit Platz fünf über 15 Kilometer klassisch erneut, dass er auch für die Nordischen Skiweltmeisterschaften 2011 in Oslo zu den Favoriten gezählt werden muss. Kurz vor Beginn der Weltmeisterschaft erkrankte er jedoch an einer Atemwegsinfektion und musste das Trainingslager beenden. Am 23. Februar 2011 sagte er die Teilnahme an der Weltmeisterschaft ab und gab das Ende seiner sportlichen Karriere bekannt. Am 7. April 2011 wurde bekannt, dass am 14. Februar in einer Dopingprobe ein erhöhter Wert von Wachstumshormonen festgestellt wurde. Die FIS sperrte ihn für drei Jahre. Der Internationale Sportgerichtshof hob die Sperre aber 2013 wegen Zweifel an den statistischen Methoden der WADA auf.

## Erfolge

### Weltcupsiege im Einzel
| Nr. | Datum             | Ort                  | Disziplin                       |
| --- | ----------------- | -------------------- | ------------------------------- |
| 1.  | 15. Februar 2003  | Asiago               | 10 km klassisch Individualstart |
| 2.  | 8. März 2003      | Oslo                 | 50 km klassisch Individualstart |
| 3.  | 13. Dezember 2003 | Davos                | 15 km klassisch Individualstart |
| 4.  | 17. Januar 2004   | Nové Město na Moravě | 15 km klassisch Individualstart |
| 5.  | 8. Januar 2005    | Otepää               | 15 km klassisch Individualstart |
| 6.  | 12. März 2005     | Oslo                 | 50 km klassisch Individualstart |

### Siege bei Continental-Cup-Rennen
| Nr. | Datum           | Ort    | Disziplin       | Serie           |
| --- | --------------- | ------ | --------------- | --------------- |
| 1.  | 12. Januar 2002 | Otepää | 10 km klassisch | Continental Cup |

## Weltcup-Gesamtplatzierungen
| Saison    | Gesamt | Gesamt | Distanz | Distanz     | Sprint | Sprint |
| Saison    | Punkte | Platz  | Punkte  | Platz       | Punkte | Platz  |
| --------- | ------ | ------ | ------- | ----------- | ------ | ------ |
| 1993/94   | 5      | 77.    | –       | –           | –      | –      |
| 1994/95   | 7      | 73.    | –       | –           | –      | –      |
| 1995/96   | –      | –      | –       | –           | –      | –      |
| 1996/97   | 14     | 72.    | 4       | 60. 1       | 10     | 59.    |
| 1997/98   | 101    | 26.    | 50      | 24. 1       | 51     | 28.    |
| 1998/99   | 189    | 22.    | 119     | 12. 1       | 52     | 43.    |
| 1999/2000 | 117    | 43.    | 48 28   | 23. 1 51. 2 | 41     | 36.    |
| 2000/01   | 105    | 42.    | –       | –           | –      | –      |
| 2001/02   | 201    | 19.    | –       | –           | –      | –      |
| 2002/03   | 370    | 7.     | –       | –           | –      | –      |
| 2003/04   | 539    | 7.     | 465     | 6.          | 74     | 23.    |
| 2004/05   | 314    | 13.    | 302     | 10.         | 12     | 58.    |
| 2005/06   | 206    | 26.    | 190     | 18.         | 16     | 52.    |
| 2006/07   | –      | –      | –       | –           | –      | –      |
| 2007/08   | 131    | 50.    | 114     | 34.         | 17     | 77.    |
| 2008/09   | 279    | 27.    | 215     | 20.         | 16     | 77.    |
| 2009/10   | 188    | 41.    | 185     | 20.         | 3      | 108.   |
| 2010/11   | 49     | 86.    | 49      | 50.         | –      | –      |

## Privatleben
Veerpalu ist verheiratet und lebt mit seiner Frau Angela und den fünf gemeinsamen Kindern Andreas (* 1994), Anette (* 1996), Anders, Anlourdees und Andorres (* 2011) im estnischen Wintersportzentrum Otepää. Seine ältesten Kinder Andreas und Anette haben das sportliche Talent von ihrem Vater geerbt und konnten schon erste Erfolge bei estnischen Meisterschaften im Jugendbereich verbuchen. Im März 2011 gewann Anette Veerpalu im Alter von 14 Jahren gemeinsam mit Triin Ojaste den estnischen Meistertitel im Teamsprint der Damen. Einen Tag später gewann sie mit der Staffel ihren weiten Titel im Seniorenbereich. Andreas, der im norwegischen Meråker das Skigymnasium besucht und dort unter anderem von Frode Estil trainiert wird, nahm an den Olympischen Jugend-Winterspielen 2012 in Innsbruck teil. Über 10 Kilometer klassisch und im Staffelwettbewerb belegte er den achten Platz. Im Sprintwettbewerb wurde er 15.

## Auszeichnungen
- Veerpalu wurde 1999, 2001, 2002, 2006 und 2009 zum Sportler des Jahres in Estland gewählt.[10]
- 2005 wurde Veerpalu als erster Este mit der Holmenkollen-Medaille geehrt.
- Nach seinem zweiten Olympiasieg 2006 wurde Veerpalu, wie auch seine ebenfalls erfolgreiche Landsfrau Kristina Šmigun, am 22. Februar 2006 vom estnischen Präsidenten Ilves mit der höchsten staatlichen Auszeichnung, dem Orden des weißen Sterns höchster Kategorie, ausgezeichnet.[11]
- Des Weiteren wurden für Šmigun und Veerpalu Sonderbriefmarken von der estnischen Post herausgegeben.[12]
- Nach seinem ersten Olympiasieg wurde er 2002 mit dem Orden des Estnischen Roten Kreuzes 1. Kategorie ausgezeichnet.[13]